# Cantone di Cattenom
Il Cantone di Cattenom era una divisione amministrativa dell'arrondissement di Thionville-Est.
È stato soppresso a seguito della riforma complessiva dei cantoni del 2014, che è entrata in vigore con le elezioni dipartimentali del 2015.
Comprendeva i comuni di:
- Basse-Rentgen
- Berg-sur-Moselle
- Beyren-lès-Sierck
- Boust
- Breistroff-la-Grande
- Cattenom
- Entrange
- Escherange
- Évrange
- Fixem
- Gavisse
- Hagen
- Hettange-Grande
- Kanfen
- Mondorff
- Puttelange-lès-Thionville
- Rodemack
- Roussy-le-Village
- Volmerange-les-Mines
- Zoufftgen